# Mauricio Ramos
Juan Mauricio Ramos Méndez (né le 23 septembre 1969 à Santa Cruz de la Sierra en Bolivie) est un joueur de football international bolivien, qui évolue au poste de milieu de terrain.

## Biographie

### Carrière en sélection
Avec l'équipe de Bolivie, il dispute 35 matchs (pour un but inscrit) entre 1987 et 1999. Il figure notamment dans le groupe des sélectionnés lors des Copa América de 1987 et de 1995.
Il joue également la Coupe du monde de 1994.